# Falls Church
Falls Church – miasto w Stanach Zjednoczonych, w północnej części stanu Wirginia. Położone pomiędzy hrabstwami Arlington i Fairfax, Falls Church posiada status miasta niezależnego i należy do waszyngtońskiej aglomeracji miejskiej.